# Caesionidae

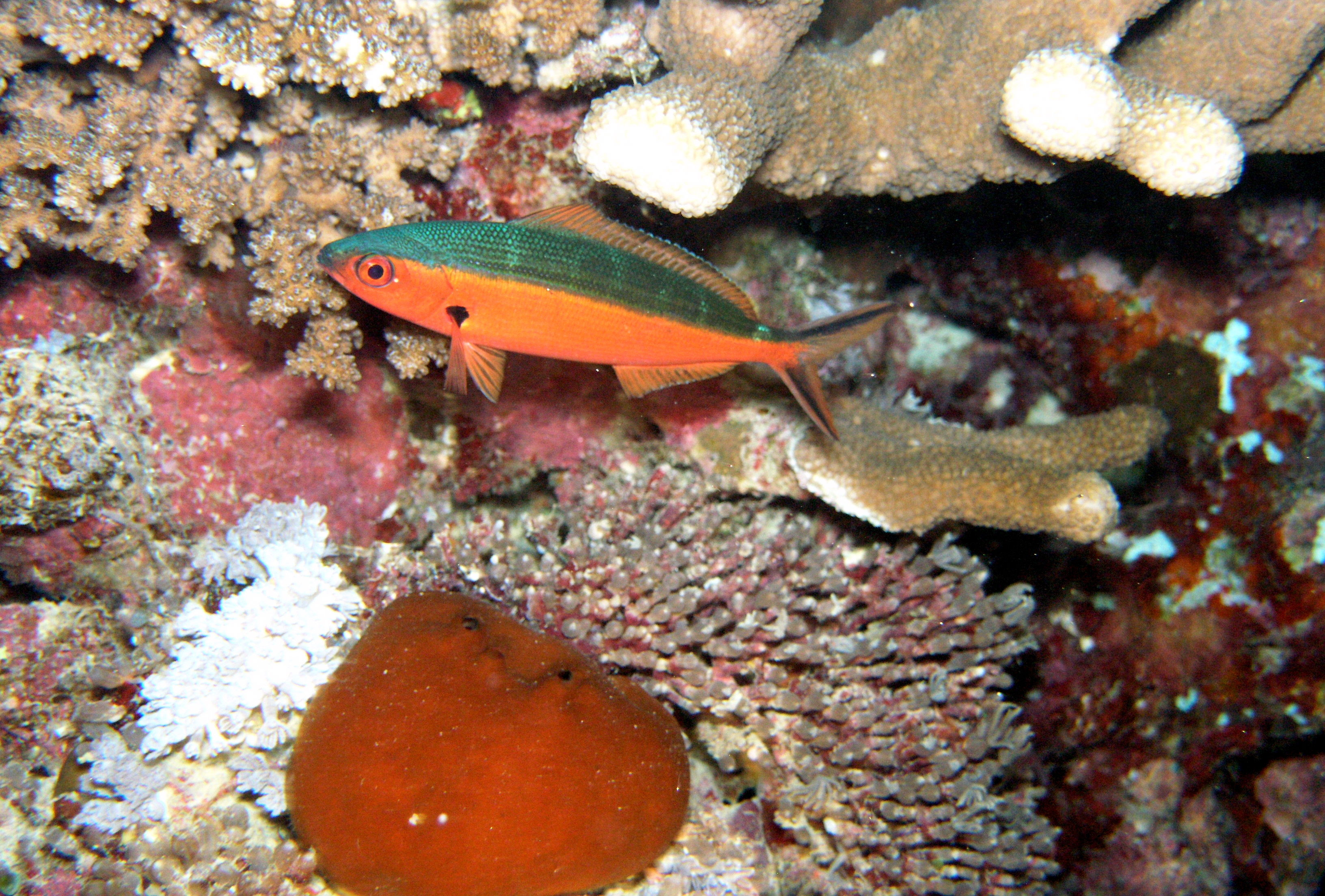
Pterocaesio tile

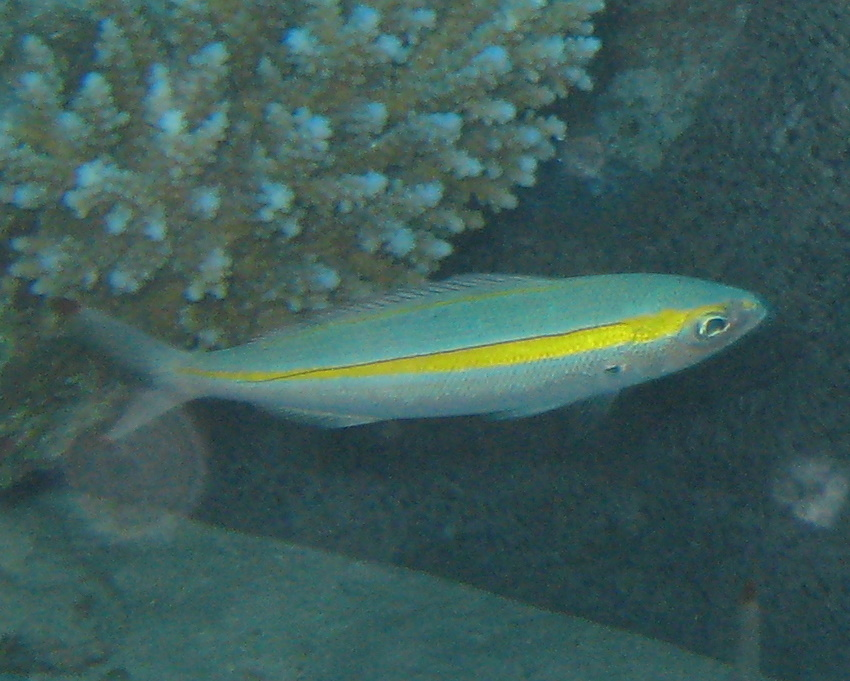
Pterocaesio chrysozona

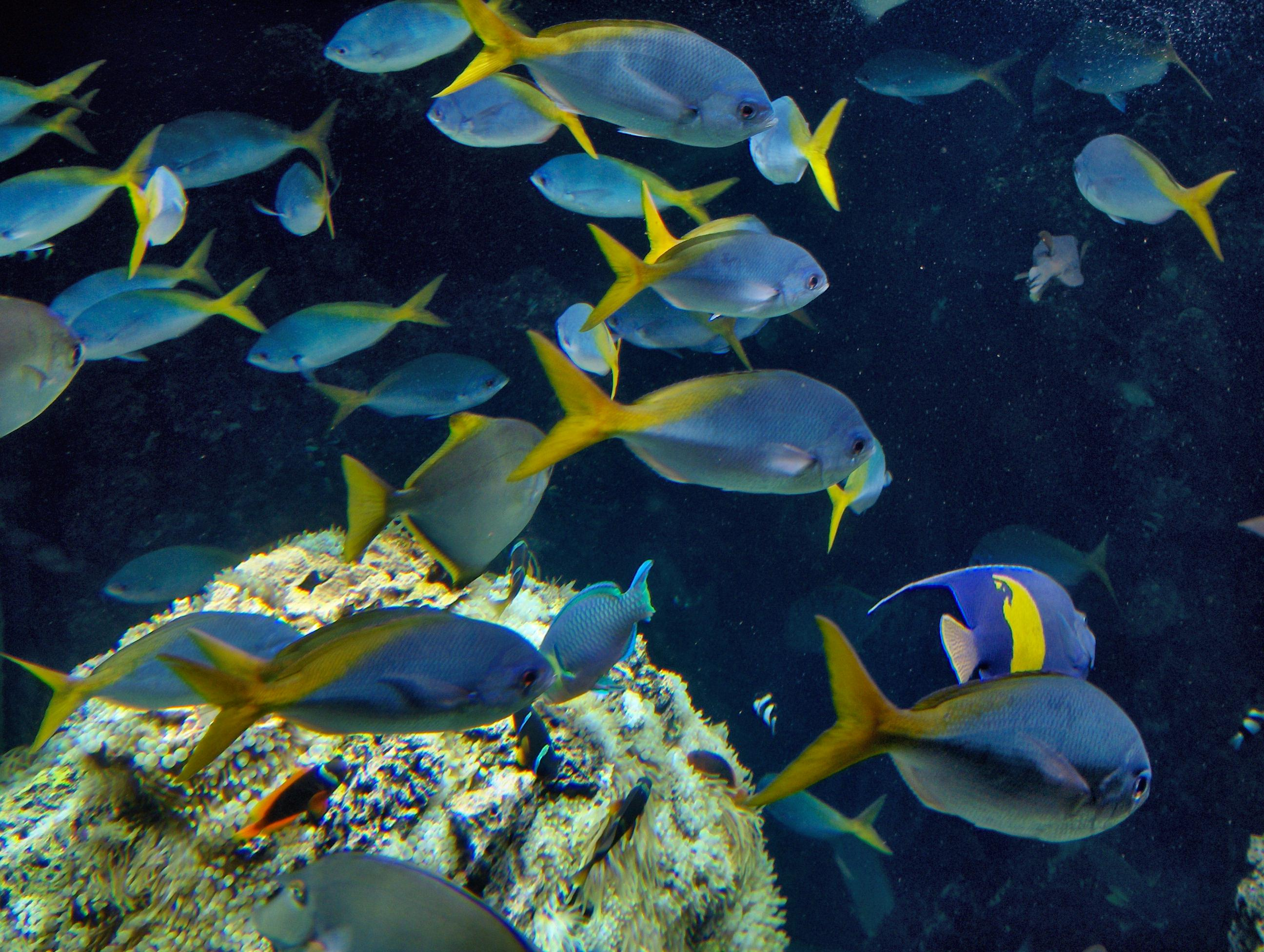
Caesio teres

I Caesionidae sono una famiglia di pesci ossei appartenenti all'ordine Perciformes, noti come pesci fucilieri.

## Distribuzione e habitat
Questa famiglia è endemica dell'Oceano Indiano e dell'Oceano Pacifico occidentale, nelle fasce tropicali. Sono presenti anche nel mar Rosso.
Vivono in acque costiere, nei pressi delle barriere coralline, dove frequentano le acque libere sopra i reef.

## Descrizione
I Caesionidae sono filogeneticamente vicini ai Lutjanidae rispetto ai quali mostrano un certo adattamento ad uno stile di vita pelagico e ad un'alimentazione planctofaga. Questi pesci hanno corpo ovale scarsamente compresso ai lati, fusiforme. La bocca è piccola ma può allungarsi a tubo per catturare le prede. La pinna dorsale è unica, con la parte anteriore con raggi spinosi. La pinna anale ha 3 raggi spinosi. Le pinne pettorali e ventrali sono di medie dimensioni. La pinna caudale è profondamente forcuta ed è portata da un peduncolo caudale piuttosto sottile.
La colorazione è vivace, di solito la base è azzurro vivo con fasce scure e strisce e macchie dorate, gialle e talvolta rosse. Spesso gli apici dei lobi della pinna caudale sono scuri.
Le dimensioni raramente superano i 40 cm.

## Biologia
Sono pesci diurni, gregari, che sono soliti cacciare in grandi banchi. La notte si rifugiano nelle fessure dei coralli.

### Alimentazione
Si cibano esclusivamente di zooplancton.

## Specie
- Genere Caesio
  - Caesio caerulaurea
  - Caesio cuning
  - Caesio lunaris
  - Caesio striata
  - Caesio suevica
  - Caesio teres
  - Caesio varilineata
  - Caesio xanthonota
- Genere Dipterygonotus
  - Dipterygonotus balteatus
- Genere Gymnocaesio
  - Gymnocaesio gymnoptera
- Genere Pterocaesio
  - Pterocaesio capricornis
  - Pterocaesio chrysozona
  - Pterocaesio digramma
  - Pterocaesio flavifasciata
  - Pterocaesio lativittata
  - Pterocaesio marri
  - Pterocaesio monikae
  - Pterocaesio pisang
  - Pterocaesio randalli
  - Pterocaesio tessellata
  - Pterocaesio tile
  - Pterocaesio trilineata[1]